# Artanes de Sofena
Artanes (em grego: Αρτάνης; romaniz.: Artánēs; em armênio: Արտէն; romaniz.: Artēn) foi o último rei de Sofena em 95 a.C. antes da incorporação da região pelo Reino da Armênia.

## Nome

Mapa mostrando Sofena à direita, quando se tornou uma província do Império Arménio sob Tigranes, o Grande

Artanes (Αρτάνης, Artánēs) ou Artines (Ἀρτίνης, Artínes) é a forma grega do armênio Artém (Արտէն, Artēn), que segundo Hračʻya Ačaṙyan é formado por Art-, comum a outros nomes como Artavasdes, Artabano ou Artaxias / Artaxes + a partícula -ēn. O nome foi registrado no persa médio como Ardém (Ardēn), que derivou do iraniano antigo Retaina (*R̥ta-aina-; de *R̥ta-, "mente"). Foi ainda atestado em aramaico como Retim (’rtyn) e elamita como Irtena. James R. Russell propôs, dada a semelhante desse nome com Artagnes, a forma grega registrada nas inscrições do Reino de Comagena do nome do iazata da vitória Veretragna, que Artanes possa ser um nome teofórico relacionado a esse deus.

## Vida
De acordo com Estrabão, Artaxias I e Zariadres eram generais de Antíoco III, e foram indicados para governar a Arménia e Sofena respectivamente após Orontes IV, o último rei da Arménia descendente dos sete persas. Quando Antíoco foi derrotado pelos romanos, Artaxias e Zariadres se uniram aos romanos, dividiram o reino e assumiram o título de reis, Artaxias com rei da Arménia e Zariadres com a Sofena. As duas regiões seriam unificadas apenas no reinado de Tigranes, descendente de Artaxias, que derrotou Artanes, rei de Sofena e descendente de Zariadres.